# Oorlogsmedaille (Oostenrijk-Hongarije)

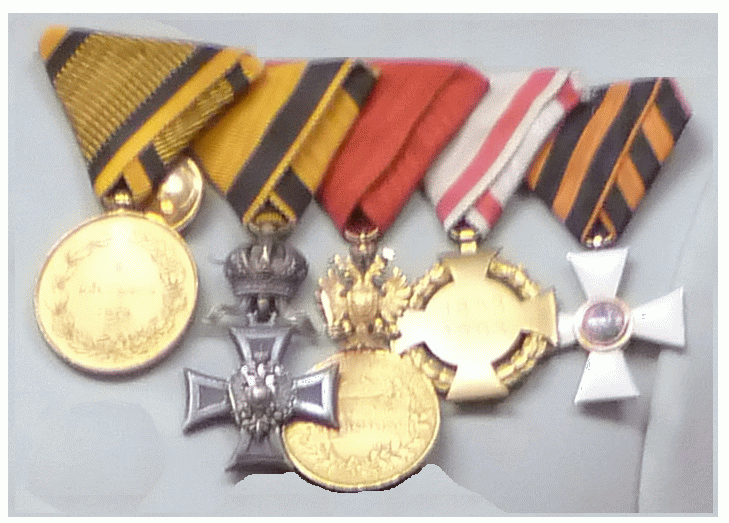
De onderscheidingen van Keizer Franz Joseph I aan driehoekige linten. Als eerste draagt de keizer de Oorlogsmedaille. Verder het Militair Dienstteken met de Kroon voor 50 jaar dienst, zijn eigen Gouden Jubileum-Herinneringsmedaille 1898 met de adelaar en het Jubileumskruis 1908. De Russische Sint-Jorisorde uiterst links hangt volgens Oostenrijks gebruik aan een driehoekig lint.

De Oorlogsmedaille (Duits: "Kriegsmedaille") van de Dubbelmonarchie Oostenrijk-Hongarije werd op 2 december 1873 door Keizer Frans Jozef I ingesteld. De onderscheiding, een ronde medaille die uit het brons van veroverd geschut werd vervaardigd, kon aan alle militairen van de keizer, onafhankelijk van hun rang, worden toegekend wanneer zij aan een of meerdere van de veldtochten van 1848, 1849, 1859, 1864, 1866, 1869, 1878, 1882 of de ontzettingsmacht van de tijdens de Bokseropstand in China belegerde ambassades in Peking hadden deelgenomen.
Op de voorzijde staat de kop van Keizer Frans Jozef met het rondschrift FRANZ JOSEPH I. KAISER V. ÖSTERREICH, KÖNIG V. BÖHMEN ETC. APOST. KÖNIG V. UNGARN. Op de keerzijde staat de stichtingsdatum 2. DECEMBER 1873 binnen een krans van lauweren en eikenblad.
De medaille werd horizontaal zwart-geel-zwart gestreept driehoekig lint met brede zwarte bies en smalle gele rand op de linkerborst gedragen.
In de Eerste Wereldoorlog werd de Oorlogsmedaille niet uitgereikt.